# 中国航空油料集团

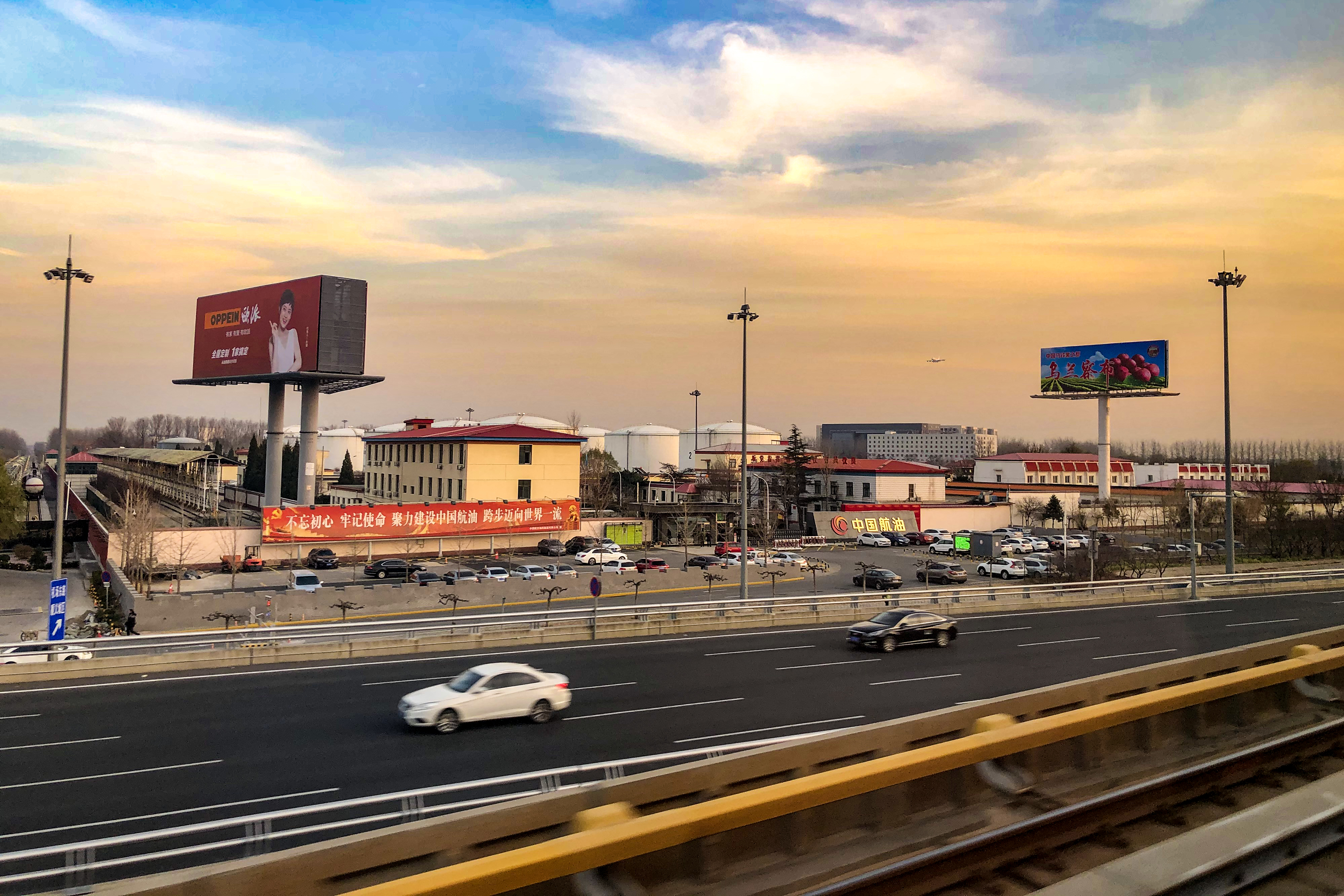
北京首都国际机场油库

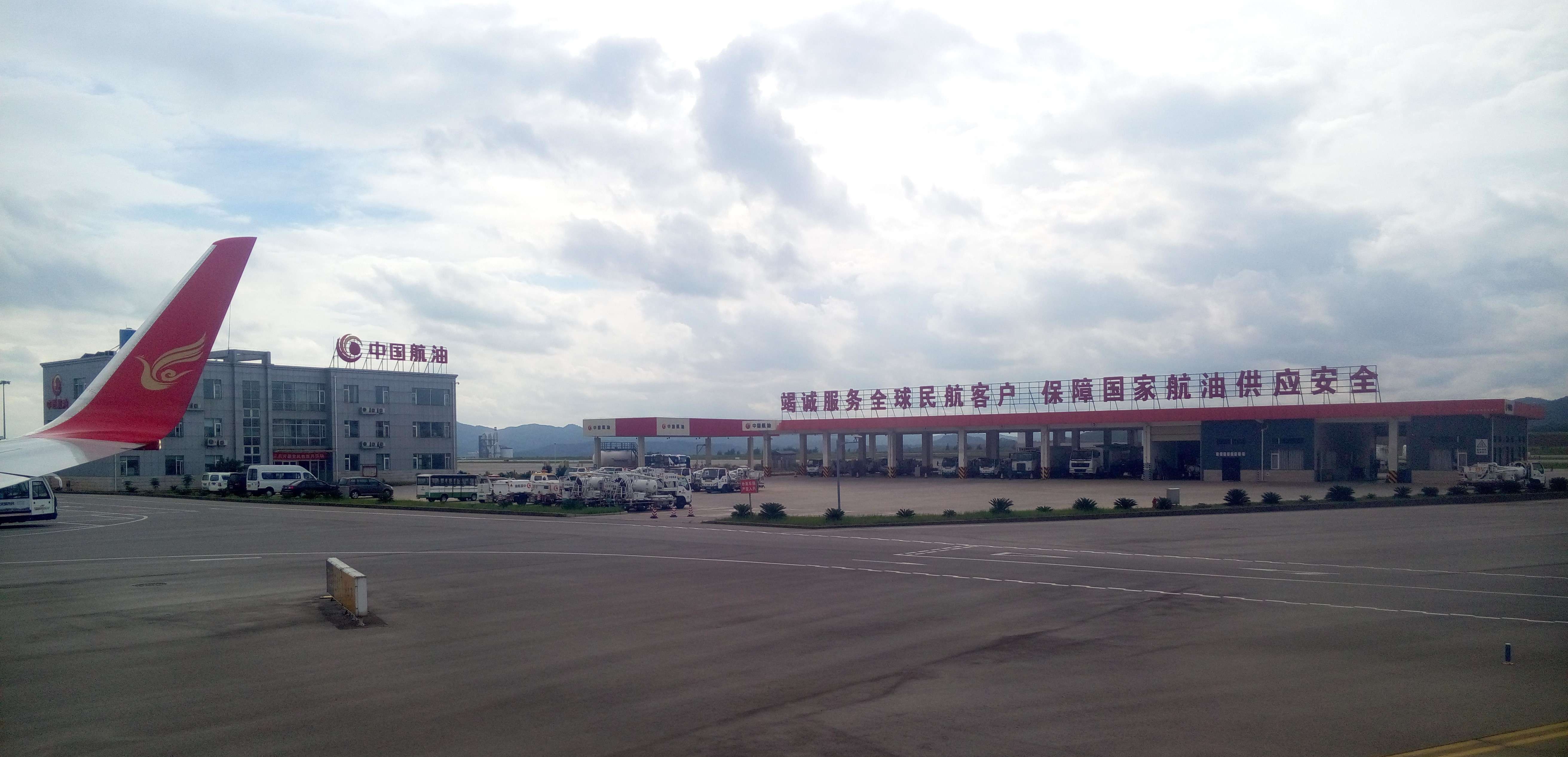
位于上海浦东国际机场的中航油库

中国航空油料集团有限公司，簡稱中國航油。由中国国务院批准在2002年10月11日成立，是以原中國航空油料總公司為基礎組建的國有大型航空運輸服務保障企業，是亞洲最大的集航空油品采購、運輸、儲存、檢測、銷售、加注為一體的航油供應商。中國航油也是國務院授權的投資機構和國家控股公司試點企業，是國務院國資委管理的中央企業。現任董事長為周明春。
2011年，進入美國財富雜誌世界500強企業榜單，排第431名。近五年持续进入榜单，排名如下：2012年，第318名；2013年，第277名；2014年，第314名；2015年，第321名；2016年，第484名；2020年，第305名。

## 子、控股公司及相关
旗下全資企業5家、控股企業3家，并有參股公司8家。
全資企業：
- 中國航油集團石油有限公司
- 中國航油集團物流有限公司
- 中航油進出口有限責任公司
- 中國航油（香港）有限公司
- 中國航油（北美）有限公司

控股企業：
- 中國航空油料有限責任公司（51%）
- 中國航油（新加坡）股份有限公司（51.31%）[3]
- 中國航油集團財務有限公司

參股企業：
- 北京中航油工程建設有限公司
- 深圳承遠航空油料有限公司
- 首都公務機有限公司
- 西安民航大廈有限責任公司
- 秦皇島東方石油有限公司
- 航聯保險經紀有限公司
- 中國航油集團新源石化有限公司
- 交通銀行

## 备注
1. ↑  1990年成立中國航空油料公司，1992年更名為中國航空油料總公司。

## 外部連結
- 中国航空油料集团